# Джин Шинода Болен
Джин Шинода Болен (народилася 29 червня 1936 року) — американський психіатр, юнгіанський аналітик і письменниця. Вона має японське походження. Почесний довічний член Американської психіатричної асоціації та дипломант Американської ради психіатрії та неврології, почесний клінічний професор психіатрії в Ленглі Портерському психіатричному інституті, Медичному центрі UCSF та член Інституту К. Г. Юнга в Сан-Франциско. Авторка тринадцяти книг у понад ста іноземних виданнях. Була делегатом від неурядових організацій до Комісії ООН зі становища жінок (2002—2018).

## Передісторія
Її мати, Меґумі Ямаґучі, та тітка, Фуміко Ямаґучі, були лікарями, як і двоє дядьків та дідусь по материнській лінії. Після отримання ступеня бакалавра у 1958 році, Болен здобула ступінь доктора медицини у 1962 році в Медичному центрі UCSF. Вона спеціалізувалася на психіатрії. Стала клінічним професором психіатрії в Психіатричному інституті Ленглі Портера.
У 1970-х роках навчалася аналітичній психології в Інституті К. Г. Юнга в Сан-Франциско і працювала в його комітетах протягом 1980-х років. Вона є членом Міжнародної асоціації аналітичної психології та членом Міжнародної трансперсональної асоціації. У минулому вона була членом правління Фонду для жінок «Ms. Foundation for Women». Читала багато лекцій у Сполучених Штатах та за кордоном, зокрема в Інституті К. Г. Юнга в Цюріху.

## Письменницька кар'єра
Болен написала кілька книг про архетипову психологію жінок і чоловіків у розвитку духовності, і є однією з жінок, показаних у фільмі 1986 року «Жінки — для Америки, для світу» (премія «Оскар» за найкращий документальний фільм (короткометражка)) і документальному фільмі 1989 року Національної ради з питань кіно Канади «Богиня згадала». Болен також стала співзасновницею (разом з колишнім чоловіком Джеймсом Боленом) журналу Psychic у 1969 році (перейменованого на New Realities у 1977 році), що висвітлював парапсихологію та теми розуму, тіла і духу.
Болен була головним доповідачем на Парламенті світових релігій 2015 року в Солт-Лейк-Сіті, штат Юта.

## Книги
Джин Шонда одна із західних науковців, що займалася дослідженням жіночої психології.
Її книги розвивають юнгіанську концепцію психологічних архетипів жінок і чоловіків у їхньому духовному розвитку.
Опис різноманітних феноменів «емоційної холодності» в міжособистісних стосунках можна знайти в інтерпретації жіночих архетипних образів, представлених в роботах юнгіанської школи. В останні роки в сучасній психології сформувався новий напрям, присвячений вивченню жіночих архетипів. Аналізуючи жіночі архетипні образи, дослідники зосереджуються на різних аспектах їхньої взаємодії з протилежною статтю.
Юнгіанська психоаналітикиня Джин Болен пропонує архетипи олімпійських богинь (давньогрецька міфологія), які, на її думку, є втіленням життєвих моделей для жінок у сучасній патріархальній культурі. Болен запропонувала метод поєднання юнгіанського та феміністичного підходів — вона ідентифікує архетипи в давньогрецьких богів і створює власну типологію психоваріантів. На основі грецької міфології Болен створила класифікацію найпоширеніших типів поведінки, описавши сім жіночих архетипів (богинь) і розділивши їх на три класи, стверджуючи, що всі вони дуже відрізняються один від одного і є антагоністичними. Щодо чоловіків, авторка виділяє 8 чоловічих архетипів, послуговуючись точкою зору в якій враховуються як сильні архетипи, які діють всередині особистості, так і зовнішні стереотипи, яким необхідно відповідати.
В основі її праць лежить концепція ототожнення архетипів давньогрецьких богів і богинь із сучасними архетипами жінок і чоловіків. Знайомлячись з архетипами богів, читачі можуть співвіднести їхні психологічні риси та мотиви поведінки з особиснісними типажами сучасників. Таким чином, можна краще зрозуміти себе та інших, побачити зі сторони роль, яку людина обирає в суспільстві, і, навпаки, архетипи, які вона не приймає в собі. З розумінням міфологічного виміру своєї психіки стає легше віднайти своє коріння, проявити свою справжню сутність і таким чином жити більш осмисленим життям.

## Перелік книг
- Дао психології: Синхронність і Я. The Tao of Psychology: Synchronicity and the Self, (1979, 1982) ed., ISBN 978-0-06-250081-6
- Богині в кожній жінці: Нова психологія жінок. Goddesses in Everywoman: A New Psychology of Women (1984)[13]
- Боги в кожній людині: Нова психологія чоловічого життя і кохання. Gods in Everyman: A New Psychology of Men's Lives and Loves, (1989)
- Перстень влади: Символи і теми у вагнерівському циклі "Перстень" і в нас. The Ring of Power: Symbols and Themes in Wagner's Ring Cycle and in Us, (1992)
- Перехід до Авалону: Паломництво жінки середнього віку (1994) Crossing to Avalon: A Woman's Midlife Pilgrimage (1994)
- Близько до кісток: Хвороба, що загрожує життю, і пошук сенсу Close to the Bone: Life-Threatening Illness and the Search for Meaning, (1996)
- Мільйонне коло: як змінити себе і світ. The Millionth Circle: How to Change Ourselves and the World, (1999)
- Богині у літніх жінках: Архетипи у жінок після п'ятдесяти. Goddesses in Older Women: Archetypes in Women over Fifty, (2001)
- "Старуни не скиглять". Crones Don't Whine, (2003) ISBN 1-57324-912-2
- Термінове послання від Матері: Зберіть жінок, врятуйте світ. Urgent Message from Mother: Gather the Women, Save the World, (2005). 2nd ed. (2008) ISBN 978-1-57324-353-7
- Як дерево: як дерева, жінки і люди-дерева можуть врятувати планету. Like a Tree: How Trees, Women, and Tree People Can Save the Planet, (2011) ISBN 978-1-57324-488-6
- Рухаючись до мільйонного кола: Активізація глобального жіночого руху. Moving Toward the Millionth Circle: Energizing the Global Women's Movement, (2013) ISBN 978-1-57324-628-6
- Артеміда: незламний дух у кожній жінці. Artemis: The Indomitable Spirit in Everywoman, (2014) ISBN 978-1-57324-591-3